# Vicuña Pampa
Vicuña Pampa är ett berg i Argentina.   Det ligger i provinsen Catamarca, i den norra delen av landet, 1 200 km nordväst om huvudstaden Buenos Aires. Toppen på Vicuña Pampa är 3 326 meter över havet.
Terrängen runt Vicuña Pampa är huvudsakligen kuperad, men åt sydväst är den bergig. Runt Vicuña Pampa är det mycket glesbefolkat, med 2 invånare per kvadratkilometer.. Det finns inga samhällen i närheten.
Omgivningarna runt Vicuña Pampa är i huvudsak ett öppet busklandskap.